# 2020년 나고르노카라바흐 휴전 협정
2020년 나고르노카라바흐 휴전 협정은 2020년 나고르노카라바흐 분쟁을 끝내자는 휴전 협정이다. 아제르바이잔의 대통령 일함 알리예프와 아르메니아의 총리 니콜 파시냔, 그리고 러시아의 대통령 블라디미르 푸틴이 모스크바 시간 기준 2020년 11월 10일 00:00시부터 나고르노카라바흐 지역에서 일어나는 모든 적대행위를 금지시켰다. 미승인국 아르차흐 공화국의 대통령 아라이크 하루튜냔 또한 이 협정에 동의하였다.

## 배경
아제르바이잔과 자칭 아르차흐 공화국(아르메니아 지원)의 새로운 적대관계가 2020년 9월 27일 시작됐다. 아제르바이잔은 전략적으로 중요한 도시 슈샤를 점령한 이후 6주 동안 몇 차례 영토적 이득을 취했고, 2020년 11월 9일 양측이 휴전 협정에 합의하도록 유도했다.